# Moškovec
Moškovec (Hongaars: Moskóc) is een Slowaakse gemeente in de regio Žilina, en maakt deel uit van het district Turčianske Teplice.
Moškovec telt 64 inwoners.